# Łebki (Silésie)
Pour les articles homonymes, voir Łebki.
Łebki est une localité polonaise de la gmina de Herby, située dans le powiat de Lubliniec en voïvodie de Silésie.